# アンナ・フォン・ブランデンブルク (1487-1514)

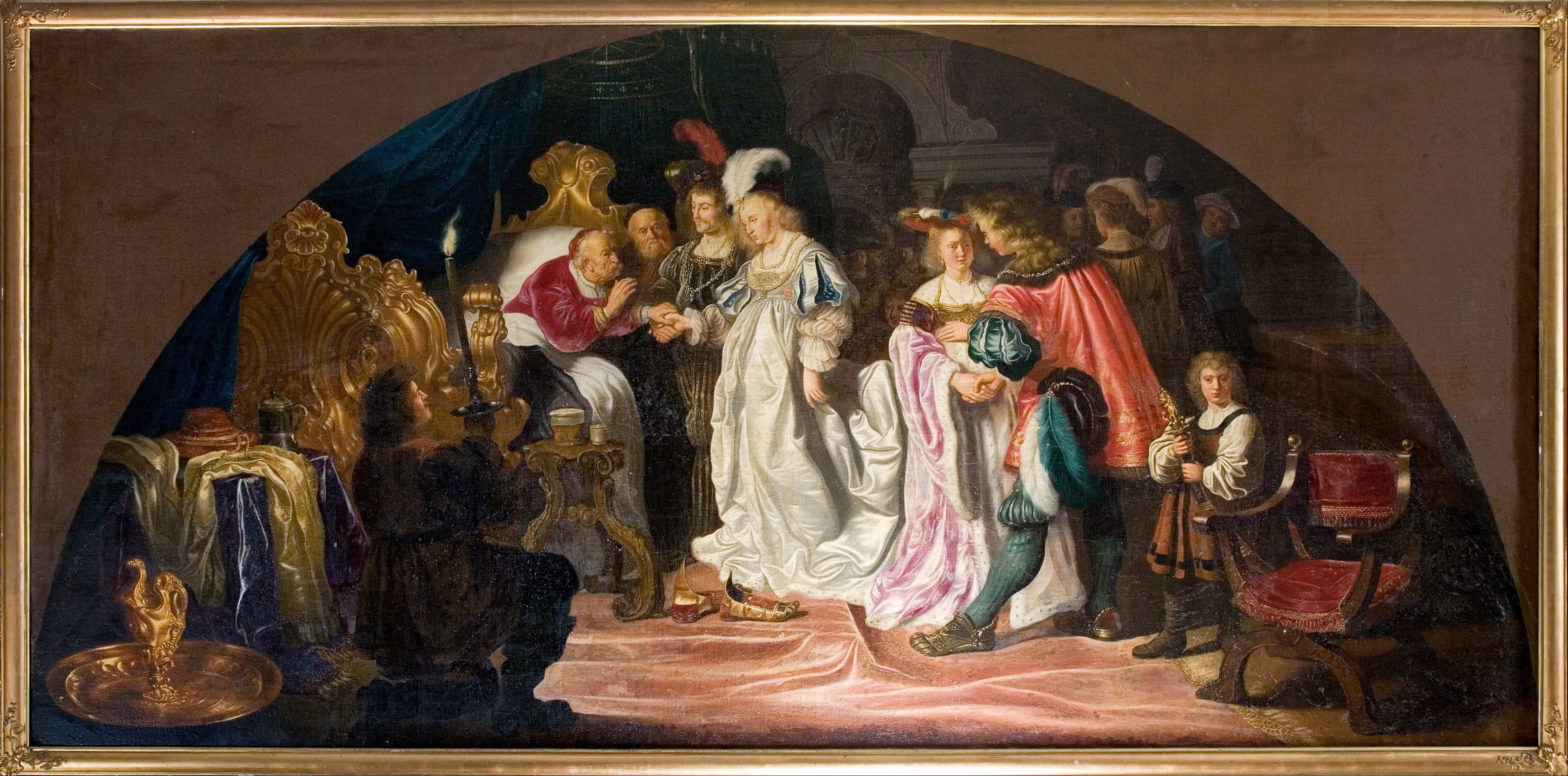
1502年のシュテンダル二重結婚、サロモン・コニンク（Salomon Koninck）画、1642年頃

アンナ・フォン・ブランデンブルク（Anna von Brandenburg, 1487年8月27日 - 1514年5月3日）は、ドイツのブランデンブルク選帝侯家の公女で、デンマーク王フレゼリク1世の最初の妃。夫の即位以前に死去したため、王妃にはならなかった。シュレースヴィヒ＝ホルシュタイン公爵夫人。

## 生涯
ブランデンブルク選帝侯ヨハン・ツィーツェロとその妻でテューリンゲン方伯ヴィルヘルム3世の娘であるマルガレーテの間に生まれた。
1495年より、父はアンナおよび兄ヨアヒムと、ポーランド王室の子女との縁組を模索したが失敗し、ポーランド王位の相続権を得ようとする父の野心は実を結ばなかった。1499年の父の死後、叔父のアンスバッハ辺境伯フリードリヒ2世が摂政として未成年の兄ヨアヒムに代わって選帝侯領を統治した。フリードリヒ2世は甥と姪にデンマーク王室との縁談を持ってきた。アンナの相手は、デンマーク王ハンスの年の離れた弟シュレースヴィヒ＝ホルシュタイン公フレゼリクであった。
1500年に婚約が成立し、婚礼はアンナの14歳の誕生日に行われることになった。アンナとフレゼリクは又従兄妹同士で近親婚にあたるため、婚姻には教皇の特免が必要とされた。ところが、結婚式を1カ月前に控えた1501年7月13日にアンナの母マルガレーテが死去したため、婚礼は延期された。アンナとフレゼリクは1502年4月10日にシュテンダルで結婚した。司式はシュレースヴィヒ司教ヘニンヒ・フォン・ポクヴィッシュ（Henning von Pogwisch）が執り行った。アンナには寡婦財産として、キール城とキール市が与えられた。また、アンナの兄ヨアヒムと、フレゼリクの姪のデンマーク王女エリサベトの婚礼も同時に行われ、シュテンダルでの二重結婚は大変な出費をかけて贅沢に祝われた。婚礼費用はリューベックの大商人マティアス・ムーリッヒが調達した。花嫁持参金も期限通りに全額支払われ、そのこともアンナの評判を高めた。
公爵夫妻はゴットルフ城に居を構えた。フレゼリクは16歳年下の幼妻を、彼女の実家の特産物にちなんで「テルトウカブ」と呼んだ。夫は結婚後すぐに地元の農家の娘に手を出すようになった。アンナは夫の幾度かの領地巡回に随行し、臣民から領主夫人として慕われた。
アンナは17歳になる頃には2度の出産を経験しており、そのせいで身体は衰弱した。22歳の時に結核に罹患し、1514年に26歳で、第3子を妊娠中に死去した。夫はボルデスホルムのボルデスホルム修道院の教会堂に、自身と妻の寝像を設置させた。これは北ヨーロッパにおいて、王家の墓所とされた教会堂内のクワイヤに寝像が置かれた最初の例である。公爵夫妻はボルデスホルムの町を好み、1509年にボルデスホルム修道院の教会堂に聖歌隊席を寄贈した。1514年には、シュレースヴィヒ聖堂にも聖歌隊席を贈っている。

## 子女
- クリスチャン3世（1503年 - 1559年）
- ドロテア（1504年 - 1547年） - 1526年、プロイセン公アルブレヒトと結婚